# Taunton, Massachusetts
Taunton är en stad i Bristol County i delstaten Massachusetts, USA med cirka 59 408 invånare (2020). Taunton är administrativ huvudort (county seat) i Bristol County.

## Kända personer från Taunton
- William S. Knowles, kemist, nobelpristagare
- Seth Padelford, politiker